# エリザベス女王杯
エリザベス女王杯（エリザベスじょおうはい、英：Queen Elizabeth II Cup（2012年まではQueen Elizabeth II Commemorative Cup））は、日本中央競馬会（JRA）が京都競馬場で施行する中央競馬の重賞競走（GI）である。
正賞はエリザベス女王杯、京都府知事賞、日本馬主協会連合会会長賞。

## 概要

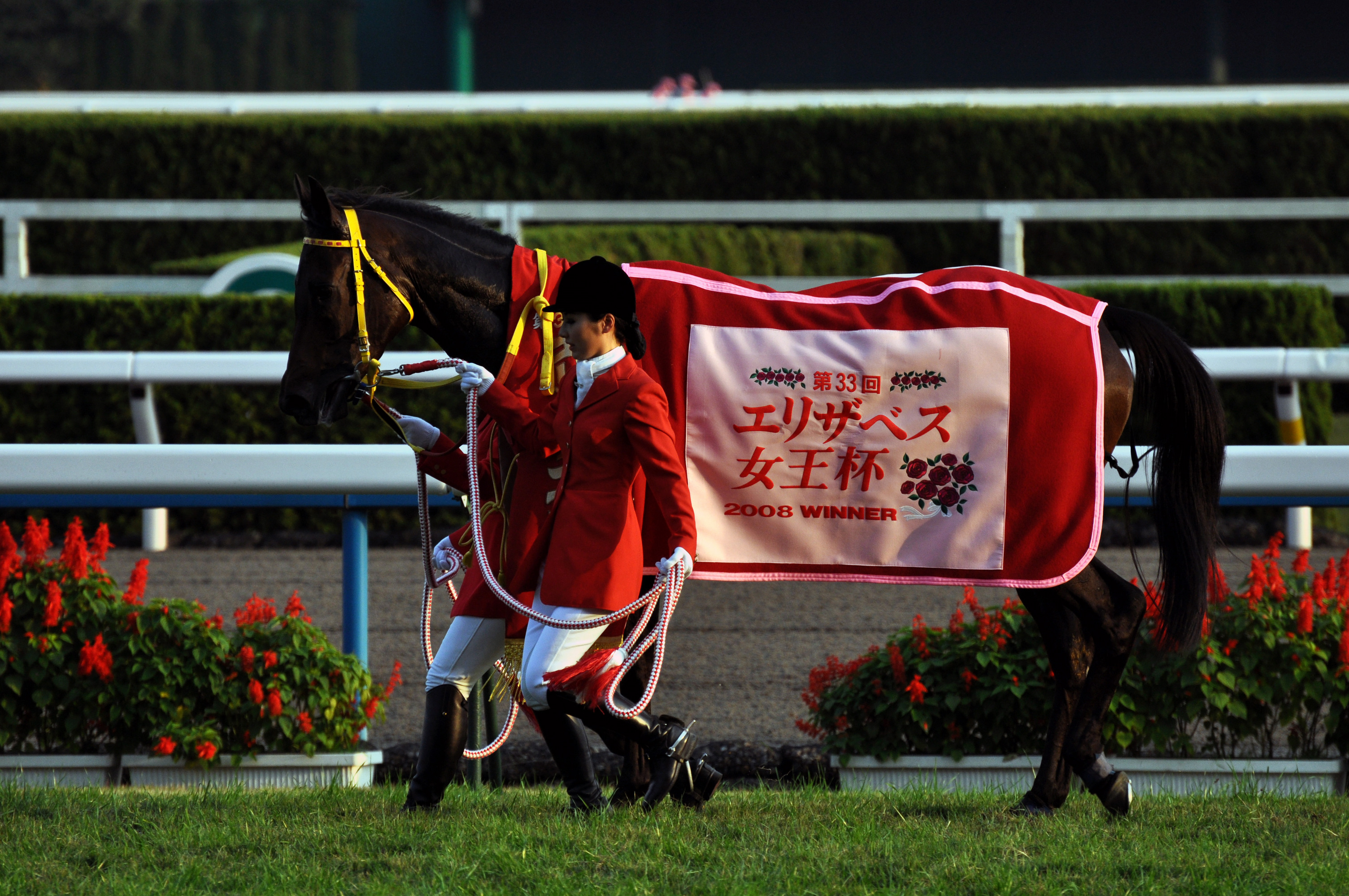
第33回優勝馬リトルアマポーラ

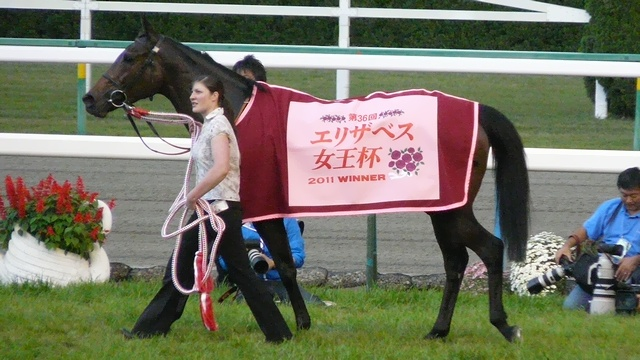
第36回優勝馬スノーフェアリー

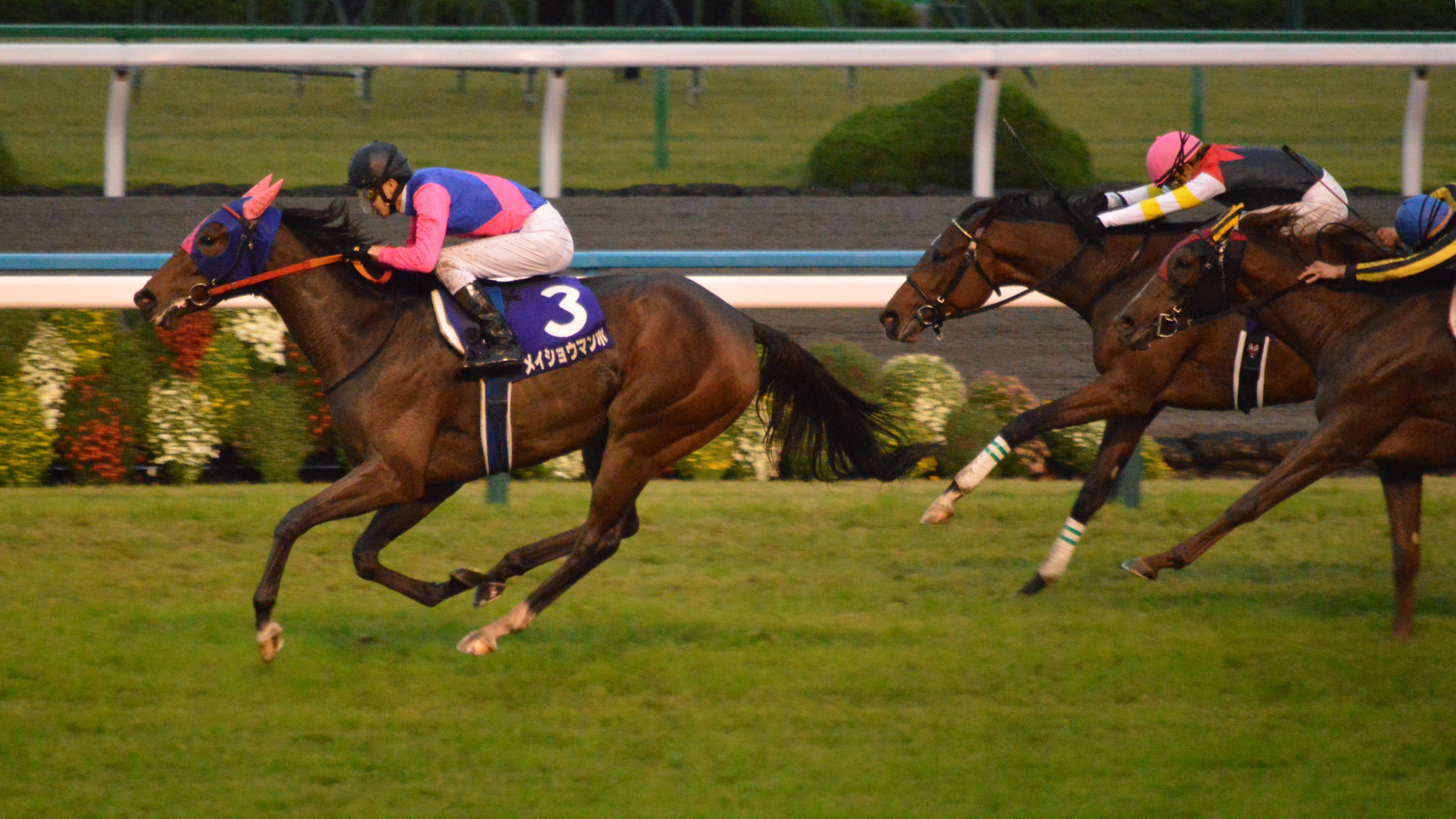
第38回優勝馬メイショウマンボ

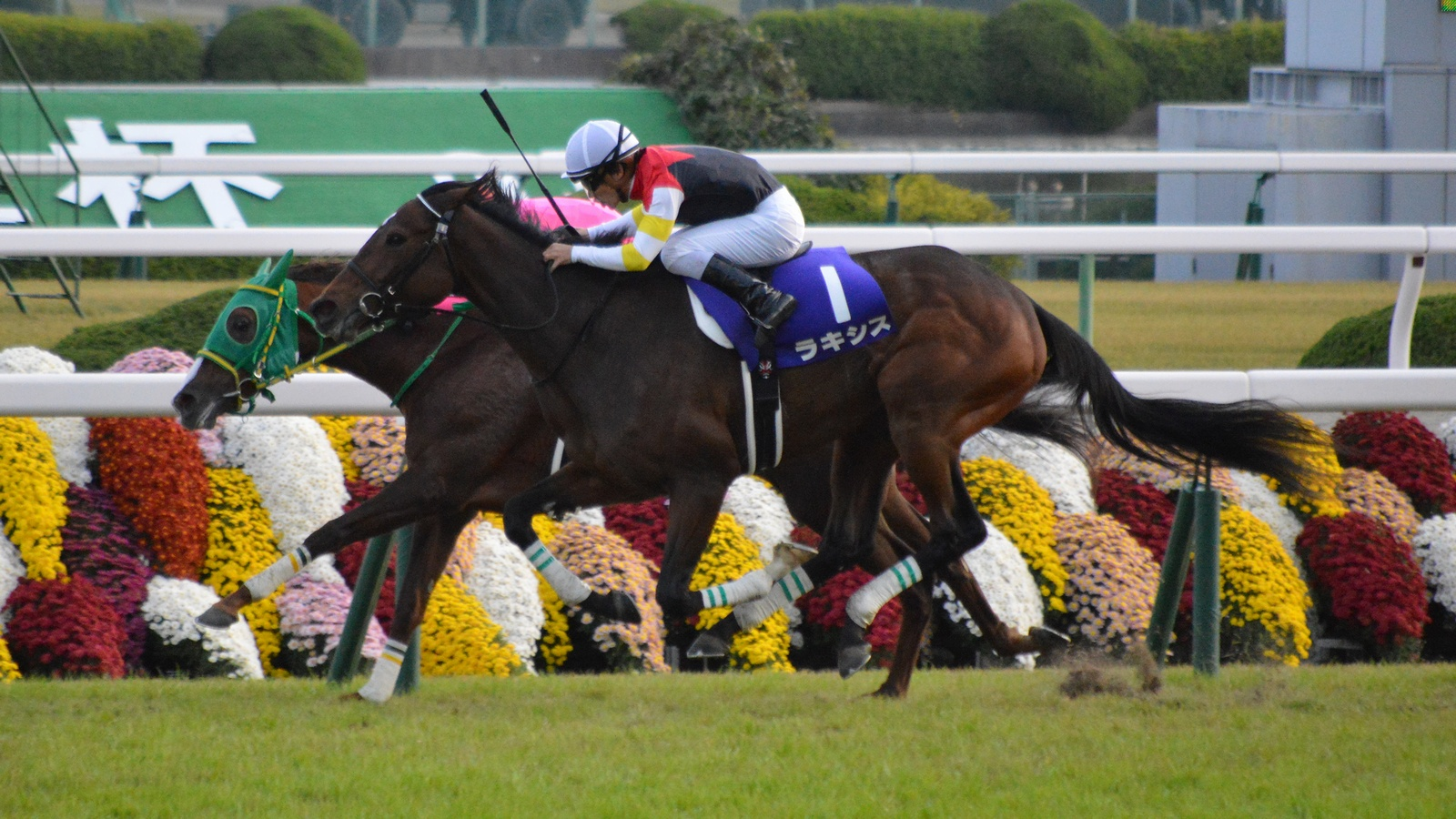
第39回優勝馬ラキシス

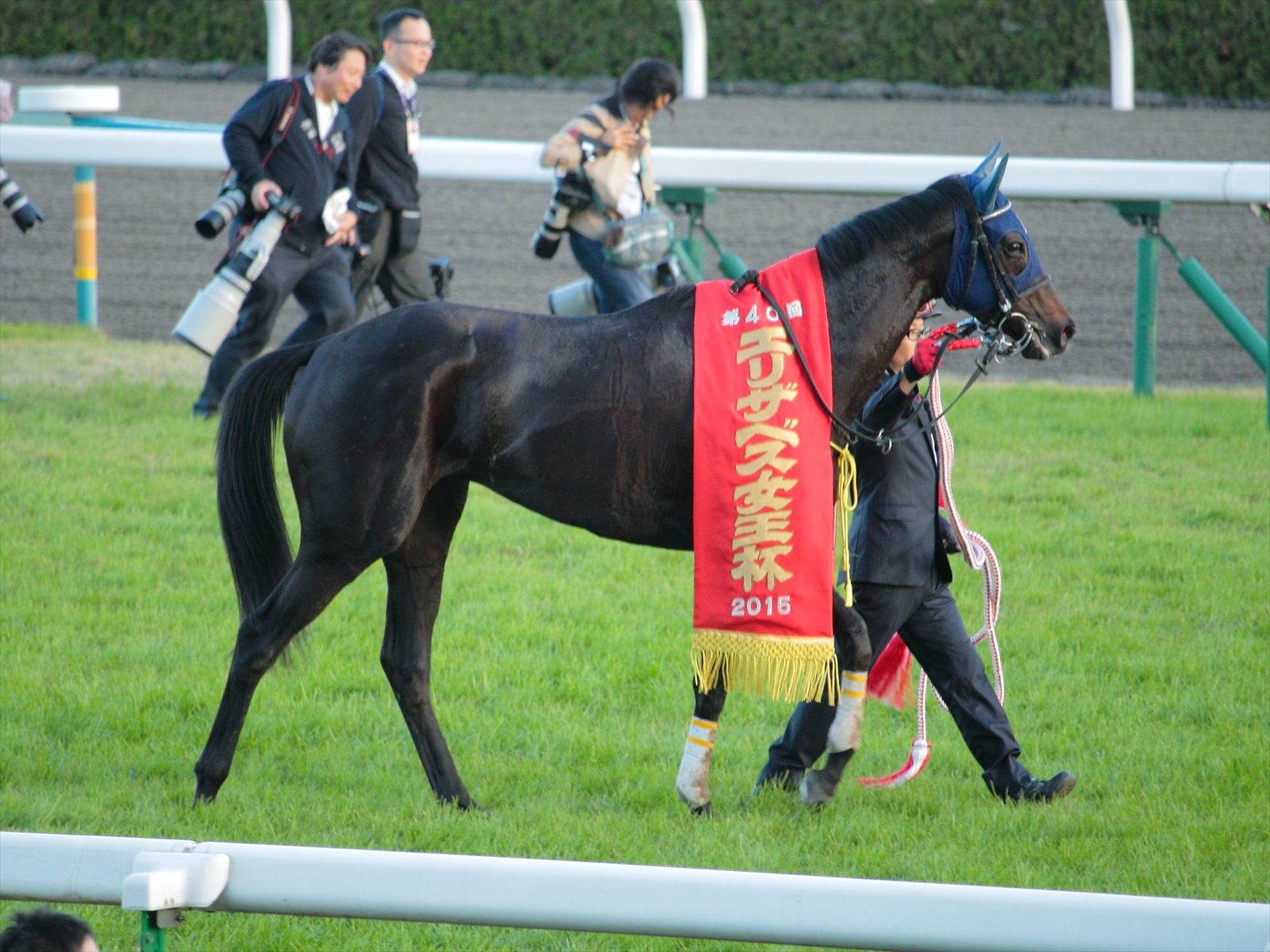
第40回優勝馬マリアライト

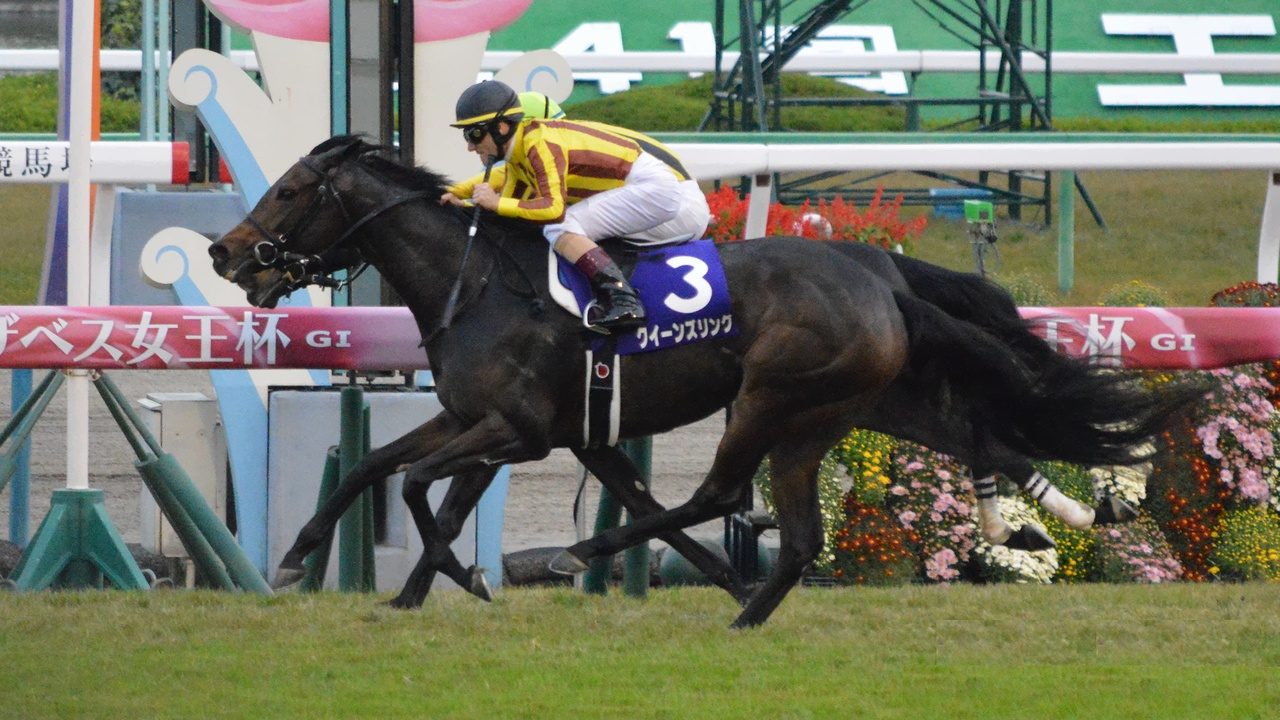
第41回優勝馬クイーンズリング

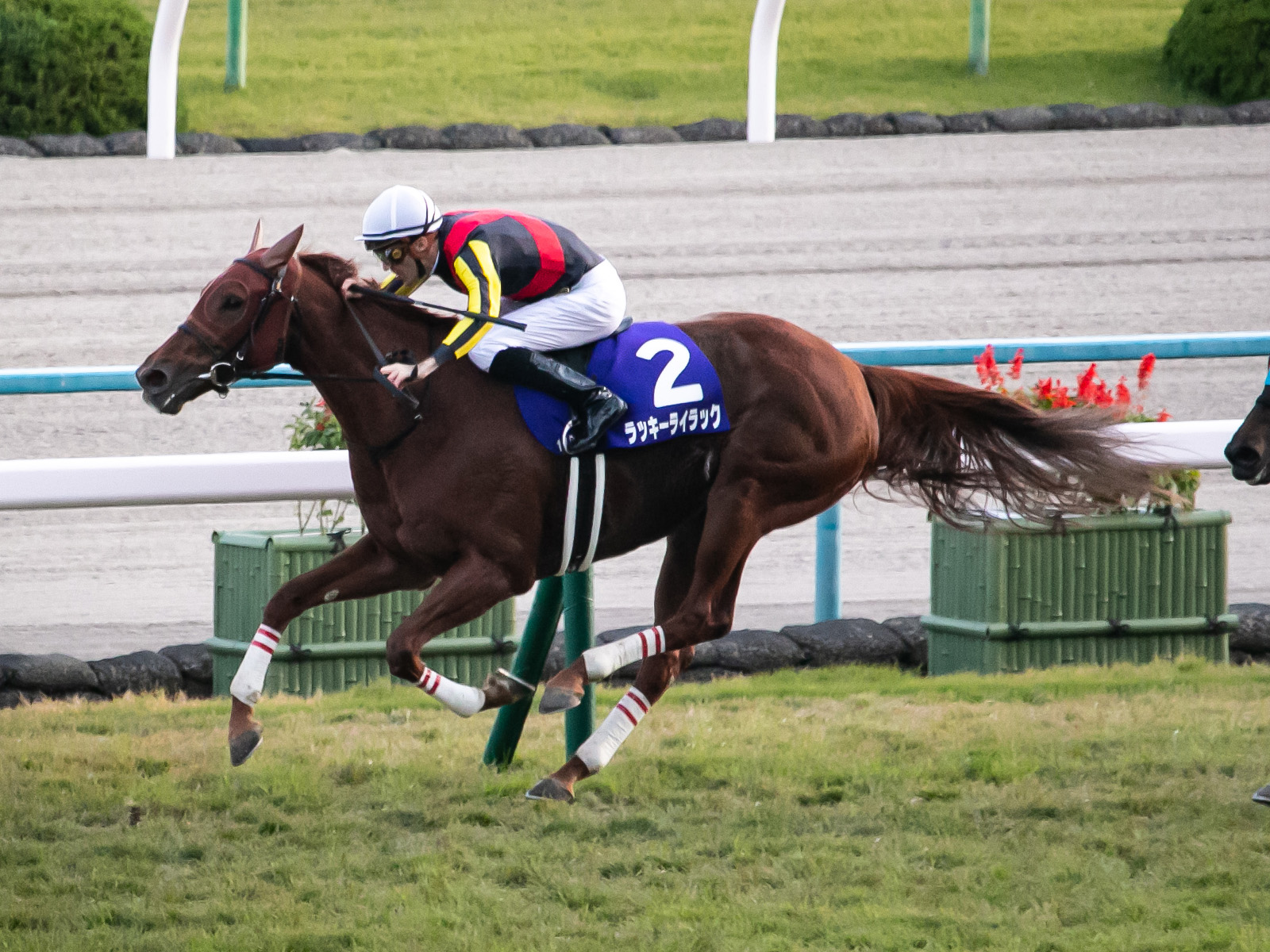
第44回優勝馬ラッキーライラック

1970年から1975年まで京都競馬場の芝2400mで行われていた4歳（現3歳）牝馬限定の重賞「ビクトリアカップ」が本競走の前身で、中央競馬における4歳牝馬三冠競走の最終戦に位置づけられていた。
1975年にエリザベス2世が来日したことを記念し、1976年に「エリザベス女王杯」が創設。距離や競走条件はビクトリアカップを踏襲したが、回次は新たに第1回とされた。以来1995年まで、京都競馬場の芝2400mで4歳牝馬限定競走として施行していた。
1996年に牝馬競走体系が見直され、本競走の競走条件が「4歳牝馬」から「4歳以上牝馬」に変更、あわせて施行距離も芝2200mに短縮され、さらに同年からは本競走に代わる4歳牝馬三冠の最終戦として「秋華賞」が新設された。これにより、本競走は牝馬三冠路線を歩んできた4歳牝馬と古馬牝馬の実績馬が集い、女王を争うレースへと位置づけが大きく変わった。
1995年から指定交流競走として行われ、所定の成績をあげた地方競馬所属馬も出走が認められるようになった。1999年からは外国馬も出走可能な国際競走に指定、2008年からはジャパン・オータムインターナショナルのひとつとして行われるようになった。
2012年には英国王室と縁の深い関係を持つレースであることから、一般的にイギリス連邦以外では許可されないエリザベス女王即位60年記念「ダイヤモンドジュビリー」を日本で実施することについて特別に許可が下り、「エリザベス女王即位60年記念」の副題がつけられた。さらに従来は「Queen Elizabeth II Commemorative Cup」としていた欧文表記も、バッキンガム宮殿から特別の許可が下りたため2013年の第38回から「Queen Elizabeth II Cup」に改められた。
2022年はエリザベス女王即位70周年（プラチナジュビリー）を記念し、グレートブリティッシュ・レーシング・インターナショナル（GBRI）より世界各国で行われるエリザベス女王の名前を付したレースに記念品が贈られることとなり、本競走の優勝馬主にも記念品を贈呈することが発表された。なお、同時に予定していた「エリザベス女王即位70年記念」の副題付与は、同年9月8日に女王が崩御したため取りやめとなった。

### 競走条件
以下の内容は、2024年現在のもの。
出走資格：サラ系3歳以上牝馬（出走可能頭数：最大18頭）
- JRA所属馬
- 地方競馬所属馬（出走資格のある馬のみ）
- 外国調教馬（優先出走[11]）

負担重量：定量（3歳54kg、4歳以上56kg）
- 第1 - 20回は55kg[8]。

出馬投票を行った馬のうち優先出走権を持つ馬から優先して割り当て、その他の馬は「通算収得賞金」+「過去1年間の収得賞金」+「過去2年間のGI（JpnI）競走の収得賞金」の総計が多い順に出走できる。

### 優先出走権
外国馬、およびレーティング順位の上位5頭（106ポンド以上）は優先出走が認められる。
JRA所属馬は、同年に行われる下表の競走で1着となった馬に優先出走権が与えられる。
| 競走名                 | 格  | 競馬場     | 距離    |
| ---------------------- | --- | ---------- | ------- |
| アイルランドトロフィー | GII | 東京競馬場 | 芝1800m |

#### 地方競馬所属馬の出走権
地方競馬所属馬は同年に行われる下表の競走のいずれかで2着以内に入着すると、優先出走権が与えられる。
| 競走名                 | 格  | 競馬場     | 距離    |
| ---------------------- | --- | ---------- | ------- |
| 京都大賞典             | GII | 京都競馬場 | 芝2400m |
| アイルランドトロフィー | GII | 東京競馬場 | 芝1800m |
| 秋華賞                 | GI  | 京都競馬場 | 芝2000m |

上記のほか、以下の条件のいずれかに該当する馬にも出走資格が与えられる。
- JRAで施行するGI競走（2歳GI競走は除く）の優勝馬
- 指定された外国の国際G1競走（2歳G1競走は除く）の優勝馬
- 地方競馬指定交流競走のGI・JpnI競走（2歳GI・JpnI競走は除く）の優勝馬

### 賞金
2024年の1着賞金は1億3000万円で、以下2着5200万円、3着3300万円、4着2000万円、5着1300万円

#### 褒賞金制度
ジャパン・オータムインターナショナルに含まれるようになった2008年より、指定された外国の競走に優勝した馬が同年の本競走で優勝した場合は優勝賞金に加え褒賞金を交付している。
2024年現在の指定競走と金額は以下の通り。
| 開催国・競走名                                              | 格 | 競馬場         | 距離      | 指定年   |
| ----------------------------------------------------------- | -- | -------------- | --------- | -------- |
| オークスステークス                                          | G1 | エプソム       | 芝12f6y   | 2008年 - |
| ディアヌ賞                                                  | G1 | シャンティイ   | 芝2100m   | 2008年 - |
| アイリッシュオークス                                        | G1 | カラ           | 芝12f     | 2008年 - |
| ナッソーステークス                                          | G1 | グッドウッド   | 芝9f197y  | 2008年 - |
| ヨークシャーオークス                                        | G1 | ヨーク         | 芝11f188y | 2008年 - |
| ヴェルメイユ賞                                              | G1 | パリロンシャン | 芝2400m   | 2008年 - |
| オペラ賞                                                    | G1 | パリロンシャン | 芝2000m   | 2008年 - |
| プリティーポリーステークス                                  | G1 | カラ           | 芝10f     | 2008年 - |
| ブリティッシュ・チャンピオンズ・フィリーズ&メアズステークス | G1 | アスコット     | 芝11f211y | 2013年 - |

| 開催国・競走名          | 格 | 競馬場             | 距離   | 指定年          |
| ----------------------- | -- | ------------------ | ------ | --------------- |
| ビヴァリーD・ステークス | G1 | コロニアルダウンズ | 芝9.5f | 2008年 - 2023年 |

| 本競走1着馬 | 本競走2着馬 | 本競走3着馬  |
| ----------- | ----------- | ------------ |
| 70万米ドル  | 28万米ドル  | 17.5万米ドル |

## 歴史

### 年表
- 1976年 - 4歳（現3歳）牝馬限定の重賞競走として創設、京都競馬場の芝2400mで施行。
- 1984年 - グレード制施行によりGI[注 1]に格付け。
- 1996年
  - 出走資格を「4歳牝馬」から「4歳以上牝馬」に変更。
  - 施行距離を芝2200mに変更。
- 1999年 - 国際競走に指定。
- 2001年 - 馬齢表示の国際基準への変更に伴い、出走資格が「4歳以上牝馬」から「3歳以上牝馬」に変更。
- 2008年 - ジャパン・オータムインターナショナルシリーズに指定。
- 2012年
  - 出走馬選定方法が変わり、レーティング上位5頭に優先出走を認める。
  - 「エリザベス女王即位60年記念」の副題をつけて施行。
- 2013年 - 競走名の欧文表記を「Queen Elizabeth II Cup」に変更[1]。
- 2014年 - トライアル制を確立し、指定された競走の1着馬に優先出走を認める。
- 2020年 - 京都競馬場整備工事に伴い、阪神競馬場で施行（2021年・2022年も同様）。
- 2022年 - 「エリザベス女王即位70年記念」の副題を付して施行予定だったが、同年9月8日にエリザベス女王が崩御したことに伴い、副題付与を行わず施行された[17]。

## 歴代優勝馬
コース種別の記載がない距離は、芝コースを表す。
優勝馬の馬齢は、2000年以前も現行表記に揃えている。
競走条件は第20回まで「4歳牝馬」、第21回から第25回は「4歳以上牝馬」、第26回以降は「3歳以上牝馬」。
中央所属馬の表記は「JRA」としている。外国馬の所属表記は調教国の出典が明記されているもののみ表記し、検証できないものは空欄とした。
| 回数   | 施行日         | 競馬場 | 距離  | 優勝馬             | 性齢 | 所属 | タイム | 優勝騎手   | 管理調教師   | 馬主                                 | 単勝オッズ | 単勝人気 | 1着本賞金   |
| ------ | -------------- | ------ | ----- | ------------------ | ---- | ---- | ------ | ---------- | ------------ | ------------------------------------ | ---------- | -------- | ----------- |
| 第1回  | 1976年11月21日 | 京都   | 2400m | ディアマンテ       | 牝3  | JRA  | 2:28.5 | 松田幸春   | 稲葉幸夫     | 佐藤弘嘉                             | 20.5       | 8        | 3300万円    |
| 第2回  | 1977年11月20日 | 京都   | 2400m | インターグロリア   | 牝3  | JRA  | 2:28.7 | 福永洋一   | 柳田次男     | 松岡正雄                             | 8.6        | 3        | 3500万円    |
| 第3回  | 1978年11月19日 | 京都   | 2400m | リードスワロー     | 牝3  | JRA  | 2:29.1 | 武邦彦     | 服部正利     | 熊本芳雄                             | 5.8        | 1        | 3600万円    |
| 第4回  | 1979年11月18日 | 阪神   | 2400m | ミスカブラヤ       | 牝3  | JRA  | 2:32.6 | 岡部幸雄   | 西塚十勝     | （有）鏑矢                           | 7.5        | 2        | 3600万円    |
| 第5回  | 1980年11月16日 | 京都   | 2400m | ハギノトップレディ | 牝3  | JRA  | 2:27.9 | 伊藤清章   | 伊藤修司     | 日隈広吉                             | 8.0        | 3        | 4000万円    |
| 第6回  | 1981年11月15日 | 京都   | 2400m | アグネステスコ     | 牝3  | JRA  | 2:28.1 | 西浦勝一   | 久保道雄     | 渡辺孝男                             | 8.5        | 4        | 4400万円    |
| 第7回  | 1982年11月21日 | 京都   | 2400m | ビクトリアクラウン | 牝3  | JRA  | 2:29.2 | 嶋田功     | 稲葉幸夫     | 飯田正                               | 3.4        | 2        | 4700万円    |
| 第8回  | 1983年11月20日 | 京都   | 2400m | ロンググレイス     | 牝3  | JRA  | 2:30.1 | 河内洋     | 小林稔       | 中井長一                             | 4.6        | 1        | 4900万円    |
| 第9回  | 1984年11月4日  | 京都   | 2400m | キョウワサンダー   | 牝3  | JRA  | 2:28.4 | 樋口弘     | 吉岡八郎     | 浅川吉男                             | 68.2       | 14       | 5000万円    |
| 第10回 | 1985年11月3日  | 京都   | 2400m | リワードウイング   | 牝3  | JRA  | 2:26.8 | 内田国夫   | 鶴留明雄     | 宮崎忠比古                           | 18.7       | 6        | 5200万円    |
| 第11回 | 1986年11月2日  | 京都   | 2400m | メジロラモーヌ     | 牝3  | JRA  | 2:29.1 | 河内洋     | 奥平真治     | （有）メジロ牧場                     | 1.3        | 1        | 5400万円    |
| 第12回 | 1987年11月15日 | 京都   | 2400m | タレンティドガール | 牝3  | JRA  | 2:29.3 | 蛯沢誠治   | 栗田博憲     | 飯田政子                             | 12.3       | 4        | 5800万円    |
| 第13回 | 1988年11月13日 | 京都   | 2400m | ミヤマポピー       | 牝3  | JRA  | 2:27.2 | 松田幸春   | 松田由太郎   | 大宮良吾                             | 13.3       | 6        | 6300万円    |
| 第14回 | 1989年11月12日 | 京都   | 2400m | サンドピアリス     | 牝3  | JRA  | 2:28.8 | 岸滋彦     | 吉永忍       | （株）ヒダカ・ブリーダーズ・ユニオン | 430.6      | 20       | 7000万円    |
| 第15回 | 1990年11月11日 | 京都   | 2400m | キョウエイタップ   | 牝3  | JRA  | 2:25.5 | 横山典弘   | 稗田研二     | 松岡正雄                             | 13.6       | 8        | 7500万円    |
| 第16回 | 1991年11月10日 | 京都   | 2400m | リンデンリリー     | 牝3  | JRA  | 2:29.6 | 岡潤一郎   | 野元昭       | 林田秋利                             | 2.4        | 1        | 8200万円    |
| 第17回 | 1992年11月15日 | 京都   | 2400m | タケノベルベット   | 牝3  | JRA  | 2:27.1 | 藤田伸二   | 小林稔       | 武岡大佶                             | 91.3       | 17       | 8800万円    |
| 第18回 | 1993年11月14日 | 京都   | 2400m | ホクトベガ         | 牝3  | JRA  | 2:24.9 | 加藤和宏   | 中野隆良     | 金森森商事（株）                     | 30.4       | 9        | 8800万円    |
| 第19回 | 1994年11月13日 | 京都   | 2400m | ヒシアマゾン       | 牝3  | JRA  | 2:24.3 | 中舘英二   | 中野隆良     | 阿部雅一郎                           | 1.8        | 1        | 8800万円    |
| 第20回 | 1995年11月12日 | 京都   | 2400m | サクラキャンドル   | 牝3  | JRA  | 2:27.2 | 小島太     | 境勝太郎     | （株）さくらコマース                 | 26.5       | 10       | 8900万円    |
| 第21回 | 1996年11月10日 | 京都   | 2200m | ダンスパートナー   | 牝4  | JRA  | 2:14.3 | 四位洋文   | 白井寿昭     | 吉田勝己                             | 2.4        | 1        | 1億円       |
| 第22回 | 1997年11月9日  | 京都   | 2200m | エリモシック       | 牝4  | JRA  | 2:12.5 | 的場均     | 沖芳夫       | 山本慎一                             | 8.8        | 3        | 1億円       |
| 第23回 | 1998年11月15日 | 京都   | 2200m | メジロドーベル     | 牝4  | JRA  | 2:12.8 | 吉田豊     | 大久保洋吉   | メジロ商事（株）                     | 4.6        | 2        | 1億円       |
| 第24回 | 1999年11月14日 | 京都   | 2200m | メジロドーベル     | 牝5  | JRA  | 2:13.5 | 吉田豊     | 大久保洋吉   | メジロ商事（株）                     | 3.9        | 2        | 1億円       |
| 第25回 | 2000年11月12日 | 京都   | 2200m | ファレノプシス     | 牝5  | JRA  | 2:12.8 | 松永幹夫   | 浜田光正     | （有）ノースヒルズマネジメント       | 6.4        | 3        | 1億円       |
| 第26回 | 2001年11月11日 | 京都   | 2200m | トゥザヴィクトリー | 牝5  | JRA  | 2:11.2 | 武豊       | 池江泰郎     | 金子真人                             | 5.9        | 4        | 1億円       |
| 第27回 | 2002年11月10日 | 京都   | 2200m | ファインモーション | 牝3  | JRA  | 2:13.2 | 武豊       | 伊藤雄二     | 伏木田達男                           | 1.2        | 1        | 1億円       |
| 第28回 | 2003年11月16日 | 京都   | 2200m | アドマイヤグルーヴ | 牝3  | JRA  | 2:11.8 | 武豊       | 橋田満       | 近藤利一                             | 3.6        | 2        | 1億円       |
| 第29回 | 2004年11月14日 | 京都   | 2200m | アドマイヤグルーヴ | 牝4  | JRA  | 2:13.6 | 武豊       | 橋田満       | 近藤利一                             | 3.3        | 2        | 1億円       |
| 第30回 | 2005年11月13日 | 京都   | 2200m | スイープトウショウ | 牝4  | JRA  | 2:12.5 | 池添謙一   | 鶴留明雄     | トウショウ産業（株）                 | 2.8        | 2        | 1億円       |
| 第31回 | 2006年11月12日 | 京都   | 2200m | フサイチパンドラ   | 牝3  | JRA  | 2:11.6 | 福永祐一   | 白井寿昭     | 関口房朗                             | 26.2       | 7        | 9000万円    |
| 第32回 | 2007年11月11日 | 京都   | 2200m | ダイワスカーレット | 牝3  | JRA  | 2:11.9 | 安藤勝己   | 松田国英     | 大城敬三                             | 1.9        | 1        | 9000万円    |
| 第33回 | 2008年11月16日 | 京都   | 2200m | リトルアマポーラ   | 牝3  | JRA  | 2:12.1 | C.ルメール | 長浜博之     | （有）社台レースホース               | 13.2       | 4        | 9000万円    |
| 第34回 | 2009年11月15日 | 京都   | 2200m | クィーンスプマンテ | 牝5  | JRA  | 2:13.6 | 田中博康   | 小島茂之     | （株）グリーンファーム               | 77.1       | 11       | 9000万円    |
| 第35回 | 2010年11月14日 | 京都   | 2200m | スノーフェアリー   | 牝3  | GBR  | 2:12.5 | R.ムーア   | E.ダンロップ | アナモイン社                         | 8.5        | 4        | 9000万円    |
| 第36回 | 2011年11月13日 | 京都   | 2200m | スノーフェアリー   | 牝4  | GBR  | 2:11.6 | R.ムーア   | E.ダンロップ | アナモイン社                         | 2.7        | 1        | 9000万円    |
| 第37回 | 2012年11月11日 | 京都   | 2200m | レインボーダリア   | 牝5  | JRA  | 2:16.3 | 柴田善臣   | 二ノ宮敬宇   | 田中由子                             | 23.0       | 7        | 9000万円    |
| 第38回 | 2013年11月10日 | 京都   | 2200m | メイショウマンボ   | 牝3  | JRA  | 2:16.6 | 武幸四郎   | 飯田明弘     | 松本好雄                             | 3.9        | 2        | 9000万円    |
| 第39回 | 2014年11月16日 | 京都   | 2200m | ラキシス           | 牝4  | JRA  | 2:12.3 | 川田将雅   | 角居勝彦     | 大島昌也                             | 6.8        | 3        | 9000万円    |
| 第40回 | 2015年11月15日 | 京都   | 2200m | マリアライト       | 牝4  | JRA  | 2:14.9 | 蛯名正義   | 久保田貴士   | （有）キャロットファーム             | 15.2       | 6        | 9000万円    |
| 第41回 | 2016年11月13日 | 京都   | 2200m | クイーンズリング   | 牝4  | JRA  | 2:12.9 | M.デムーロ | 吉村圭司     | 吉田千津                             | 6.1        | 3        | 9300万円    |
| 第42回 | 2017年11月12日 | 京都   | 2200m | モズカッチャン     | 牝3  | JRA  | 2:14.3 | M.デムーロ | 鮫島一歩     | （株）キャピタル・システム           | 7.7        | 5        | 9300万円    |
| 第43回 | 2018年11月11日 | 京都   | 2200m | リスグラシュー     | 牝4  | JRA  | 2:13.1 | J.モレイラ | 矢作芳人     | （有）キャロットファーム             | 4.7        | 3        | 1億500万円  |
| 第44回 | 2019年11月10日 | 京都   | 2200m | ラッキーライラック | 牝4  | JRA  | 2:14.1 | C.スミヨン | 松永幹夫     | （有）サンデーレーシング             | 5.4        | 3        | 1億500万円  |
| 第45回 | 2020年11月15日 | 阪神   | 2200m | ラッキーライラック | 牝5  | JRA  | 2:10.3 | C.ルメール | 松永幹夫     | （有）サンデーレーシング             | 3.3        | 1        | 1億500万円  |
| 第46回 | 2021年11月14日 | 阪神   | 2200m | アカイイト         | 牝4  | JRA  | 2:12.1 | 幸英明     | 中竹和也     | 岡浩二                               | 64.9       | 10       | 1億500万円  |
| 第47回 | 2022年11月13日 | 阪神   | 2200m | ジェラルディーナ   | 牝4  | JRA  | 2:13.0 | C.デムーロ | 斉藤崇史     | （有）サンデーレーシング             | 8.1        | 4        | 1億3000万円 |
| 第48回 | 2023年11月12日 | 京都   | 2200m | ブレイディヴェーグ | 牝3  | JRA  | 2:12.6 | C.ルメール | 宮田敬介     | （有）サンデーレーシング             | 2.4        | 1        | 1億3000万円 |
| 第49回 | 2024年11月10日 | 京都   | 2200m | スタニングローズ   | 牝5  | JRA  | 2:11.1 | C.デムーロ | 高野友和     | （有）サンデーレーシング             | 9.5        | 3        | 1億3000万円 |

## エリザベス女王杯の記録
- レースレコード - 2:11.1（第49回優勝馬スタニングローズ）[8][注 3]
  - 優勝タイム最遅記録 - 2:16.6（第38回優勝馬 メイショウマンボ）
- 最年長優勝馬 - 5歳
  - メジロドーベル（第24回）、ファレノプシス（第25回）、トゥザヴィクトリー（第26回）、クィーンスプマンテ（第34回）、レインボーダリア（第37回）、ラッキーライラック（第45回）、スタニングローズ（第49回）
- 最多優勝馬 - 2勝
  - メジロドーベル（第23回・第24回）、アドマイヤグルーヴ（第28回・第29回）、スノーフェアリー（第35回・第36回）、ラッキーライラック（第44回・第45回）
- 最多優勝騎手 - 4勝
  - 武豊（第26-29回）
- 最多優勝調教師 - 2勝
  - 稲葉幸夫（第1回・第7回）、小林稔（第8回・第17回）、鶴留明雄（第10回・第30回）、中野隆良（第18回・第19回）、白井寿昭（第21回・第31回）、大久保洋吉（第23回・第24回）、橋田満（第28回・第29回）、E.ダンロップ（第35回・第36回）、松永幹夫（第44回・第45回）
- 最多優勝馬主 - 5勝
  - （有）サンデーレーシング（第44回・第45回・第47回〜第49回）
- 最多勝利種牡馬 - 5勝
  - サンデーサイレンス（第21回・第26回・第28回・第29回・第31回）[19]
- 親子制覇
  - なし

- 姉妹制覇
  - なし

- 騎手・調教師の両方で優勝
  - 松永幹夫（第25回、第44回・第45回）